# Jean-Alfred Gautier

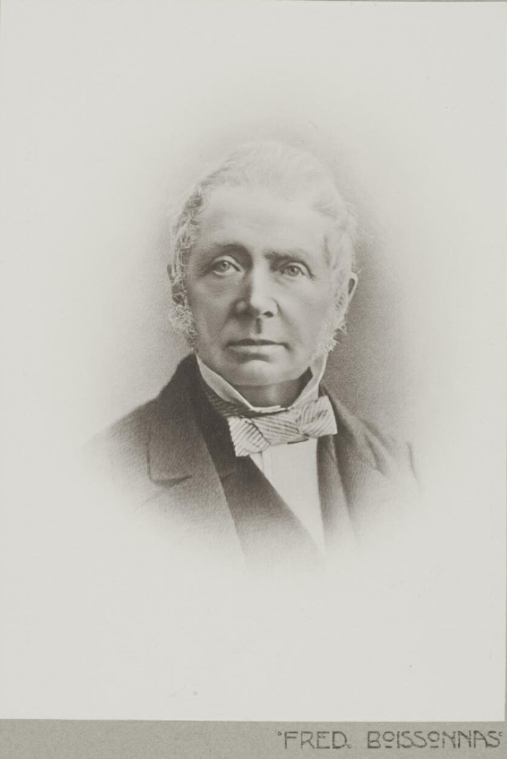
Foto di Fréderic Boissonnas

Jean-Alfred Gautier (o Alfred Gautier) (Cologny, 18 luglio 1793 – Ginevra, 30 novembre 1881) è stato un astronomo svizzero.

## Biografia

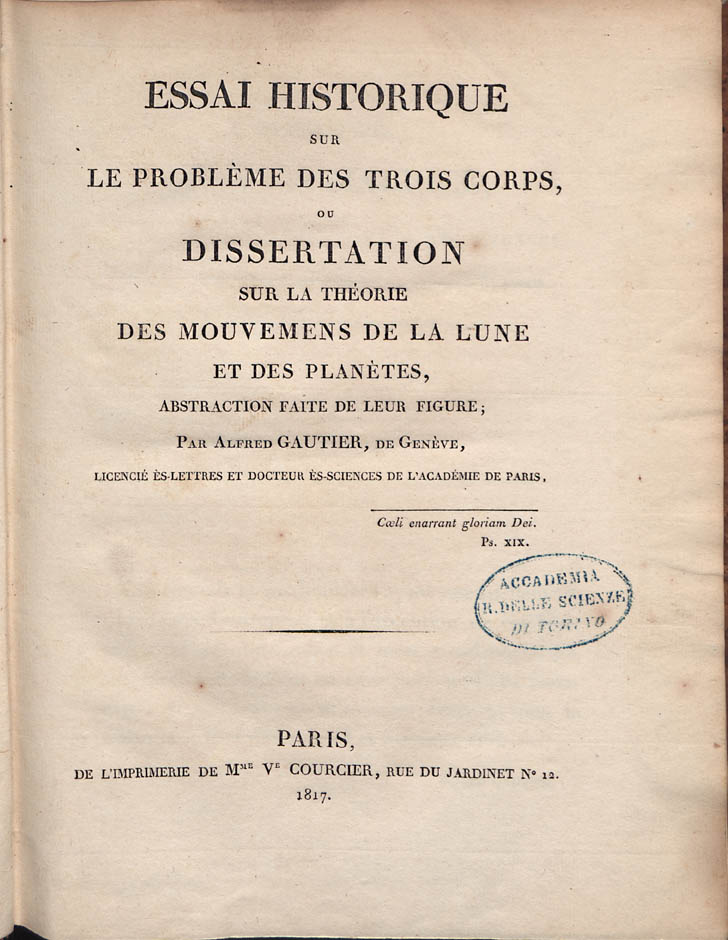
Frontespizio del Saggio storico sul problema dei tre corpi

Figlio del mercante François Gautier e di Marie de Tournes, studiò astronomia all'università di Ginevra e poi Parigi. Conseguì un dottorato di meccanica celeste a Parigi nel 1817, con una tesi intitolata Saggio storico sul problema dei tre corpi. I suoi relatori erano Laplace, Lagrange e Legendre. Nel 1818 lavorò in Inghilterra con Herschel.
Tornato a Ginevra nel 1819, fu chiamato professore di astronomia e poi (nel 1821) professore di matematica avanzata e direttore dell'osservatorio di Ginevra. Nel 1830 costruì un nuovo edificio dotato di nuovi strumenti: un equatoriale di e un circolo meridiano.
Il 12 febbraio 1837 divenne socio dell'Accademia delle scienze di Torino.
Nel 1839, problemi di vista gli impedirono di continuare il proprio lavoro e quindi lasciò le proprie posizioni a uno dei suoi discepoli, Emile Plantamour.
Nel 1852, meno di un anno dopo la pubblicazione dei risultati di Schwabe, Gautier e altri tre ricercatori (Edward Sabine, Rudolf Wolf e Johann von Lamont) annunciarono indipendentemente che il ciclo delle macchie solari coincideva esattamente con quello dell'attività geomagnetica.
Sposò Angélique Frossard de Saugy nel 1826 e Louise Cartier nel 1849. Non ebbe figli.

## Opere
- (FR) Alfred Gautier, Essai historique sur le problème des trois corps, ou Dissertation sur la théorie des mouvemens de la lune et des planètes, Louis Courcier, 1817.

- (FR) Alfred Gautier, Coup-d'oeil sur l' état actuel de l'astronomie pratique en France et en Angleterre, Imprimerie de la Bibliotheque Universelle, 1825.